# Santana do Acaraú (ort)
Santana do Acaraú är en ort i Brasilien.   Den ligger i kommunen Santana do Acaraú och delstaten Ceará, i den östra delen av landet, 1 600 km nordost om huvudstaden Brasília. Santana do Acaraú ligger 46 meter över havet och antalet invånare är 14 707.
Terrängen runt Santana do Acaraú är huvudsakligen platt, men västerut är den kuperad. Det finns inga andra samhällen i närheten.
Omgivningarna runt Santana do Acaraú är huvudsakligen savann. Runt Santana do Acaraú är det glesbefolkat, med 9 invånare per kvadratkilometer.